# 神田古書店街

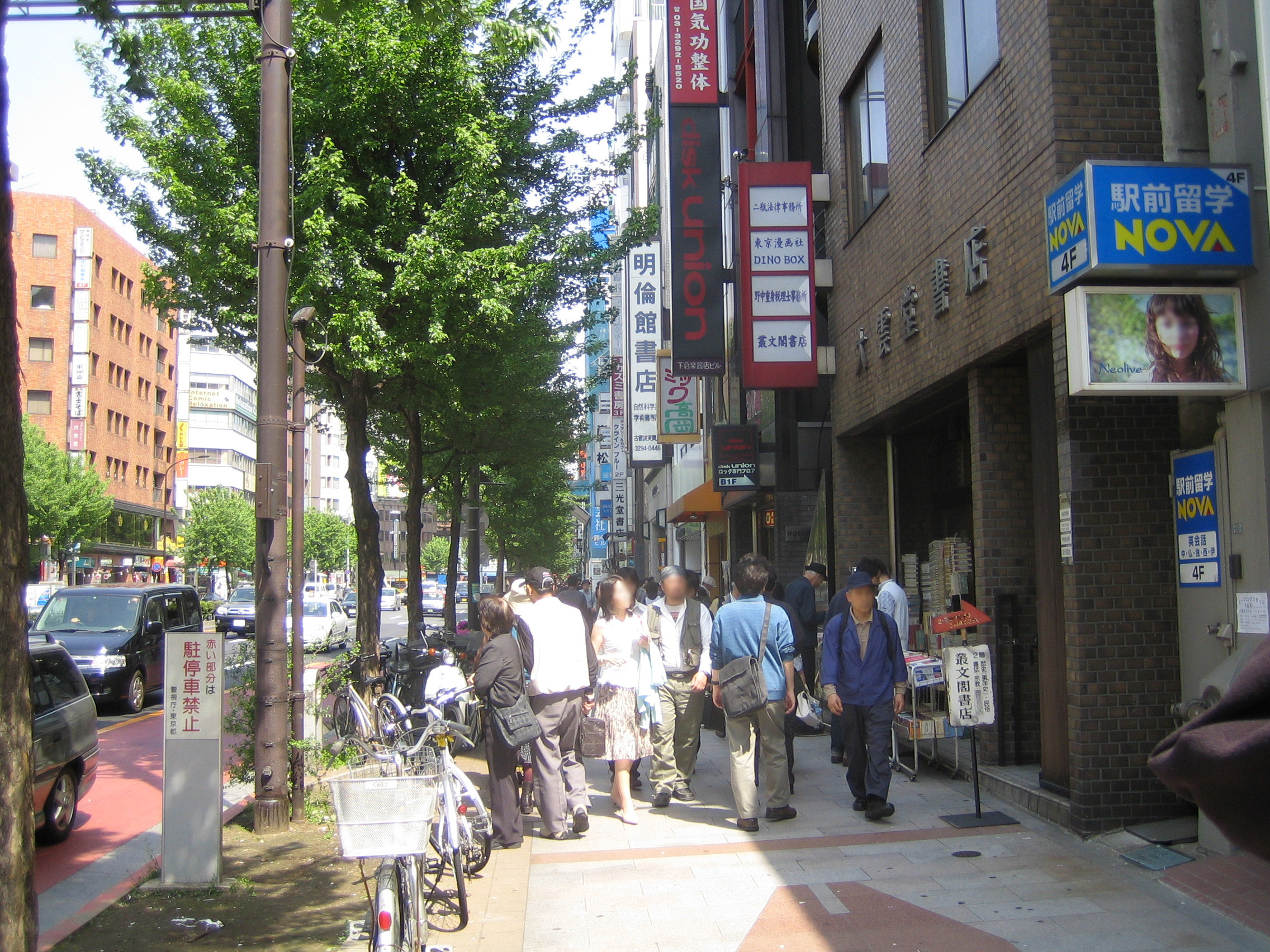
神田古書店街

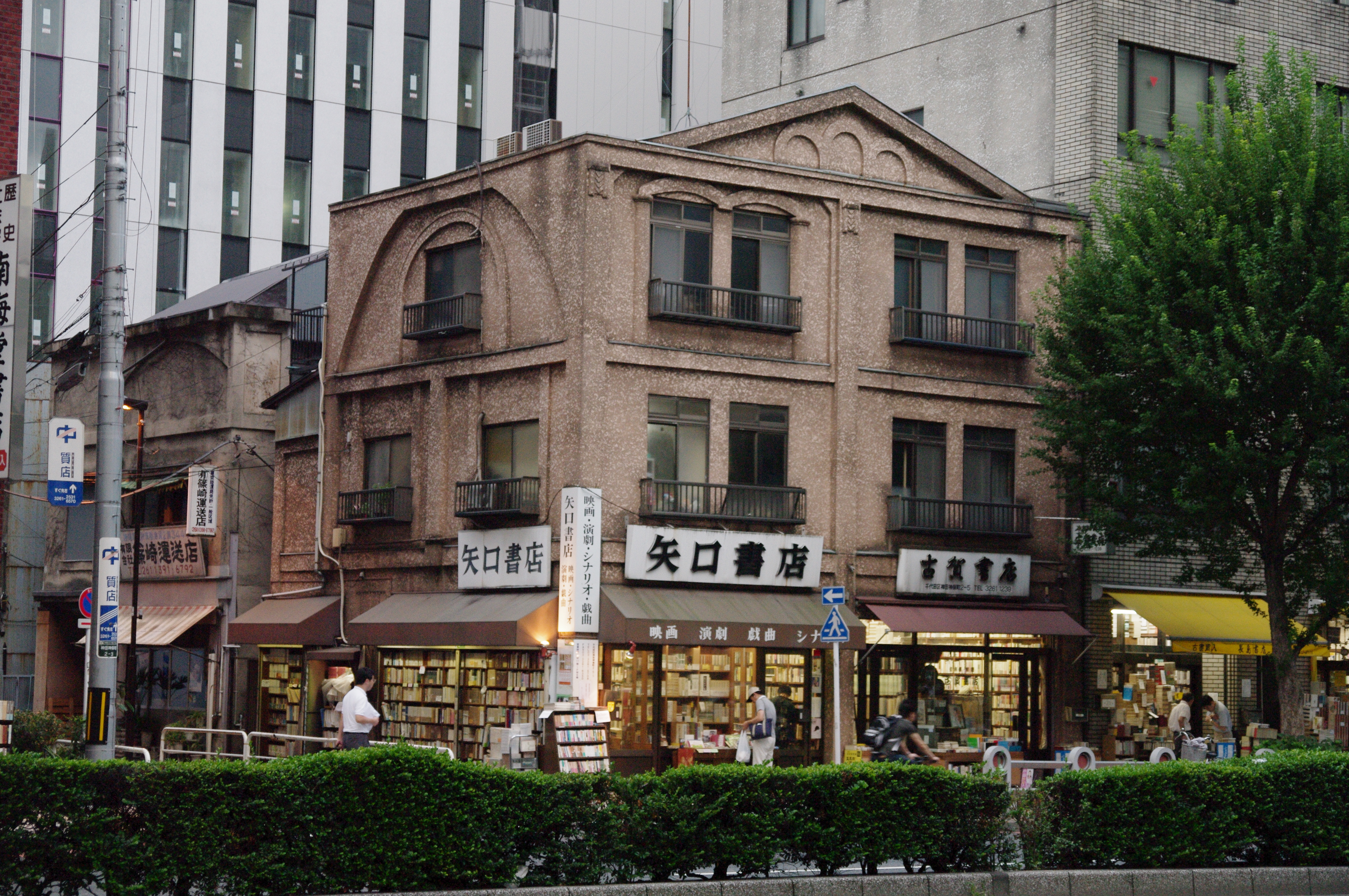
靖国通りの南側には古書店が立ち並ぶ

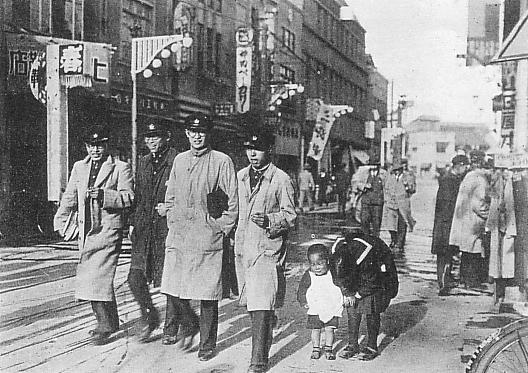
すずらん通りの学生たち（1930年頃）

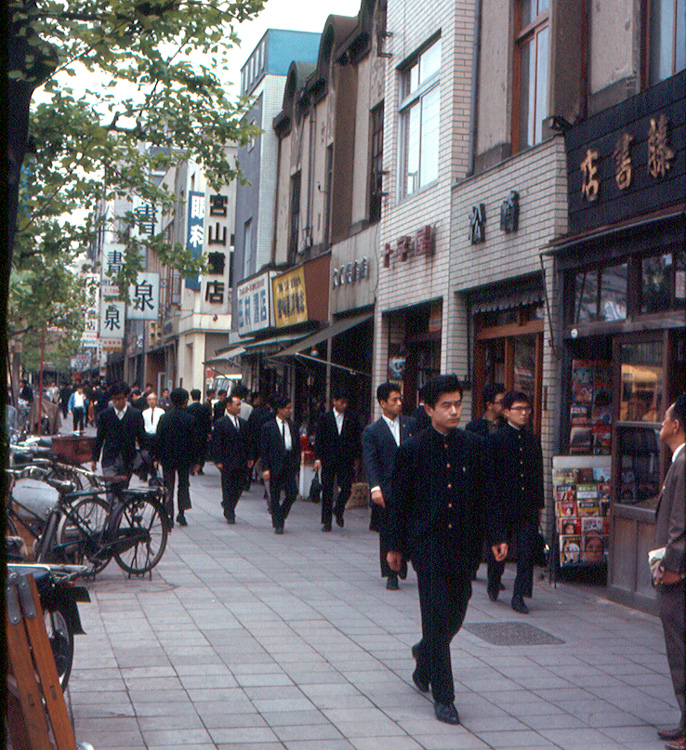
1967年の神田古書店街

神田古書店街（かんだこしょてんがい、神田神保町古書店街とも）は、東京都千代田区神田神保町一帯の古書店などが密集する地区。地名から単に神田、または神保町とも呼ばれる。世界最大の古書店街、古本の聖地とも言われる。古書店の数は130軒、180軒、少なくとも400軒と諸説ある。
岩波書店、小学館などの大手から中小に至る出版社、印刷所、新刊を扱う一般書店の他に、明治大学、日本大学など大学、学術関係の施設もあり、これらが一体となって本の街を形作っている。

## 歴史・概要
神田古書店街は、明治初期の1880年代にこの地域に相次いで創立された法律学校、明治法律学校（明治大学）、英吉利法律学校（中央大学）、日本法律学校（日本大学）、専修学校（専修大学）の学生を当て込んで、古書店も含めた法律書の書店が次々に開店したのに始まる。野田宇太郎は『東京文学散歩』で「神田の古書街は明治時代の学校出現と共に始まった」と記している。年度替わりには上級生らが授業で使い終えた教科書を売り、新年度に下級生らが教科書を求めて古書店に買いに来る、というやり取りが文化として発展した。
太平洋戦争中、神保町も米軍の空襲を受け大きな被害を受けたが、靖国通り（東京都道302号新宿両国線の一部）沿いの古書店街は空爆による被災を免れている。これは米軍が貴重な古書を守るために古書店街の空爆を避けたという説もある。司馬遼太郎は『街道をゆく』で、「エリセーエフ教授はマックアーサー将軍に進言して、神田神保町を目標から除外するよう忠告したといわれている」と記している。野田宇太郎もこの説を支持しているが、真偽は明らかでない。千代田区文化財事務室学芸員の長谷川怜は、靖国通りと皇居、日本橋川によって延焼が防がれたとともに、当日の風向きも焼失を防ぐことに寄与したのだろうと推測している。戦前から発展した神田古書店街は戦後もその賑わいを継続することになった。
大学の学部の多様化にあわせて各専門書店が増加した。神田古書店街の古書店はそれぞれが専門分野を持っており、しかもその分野が、文学、哲学、社会科学、演劇、サブカルチャー、軍事・戦記、自然科学、洋書、文庫本などバラエティに富んでいる。神保町に近い神田駿河台下には古書市会場などに使われる東京古書会館があるほか、毎年秋には古書市神田古本まつりが行われている。
地区内の古書店には都内の古書の約三分の一が集約していると言われる。 古書店の多くは靖国通り沿いに在り、それら多くは通りの南側に即ち北向きに建っている。これは日光が当たって本が傷むのを防ぐためである。靖国通り開通以前のメインストリートだった神保町すずらん通り沿いの古書店もほぼ北向きに立っている。三省堂書店もかつてはすずらん通り側（「けやき広場」側）が正面となっていた。
また、2001年、古書店から漂う独特の香りが環境省のかおり風景100選に選定された。

## 所在
東西は駿河台下交差点から専大前交差点までの靖国通り沿い、そこから南へ一筋に並行する、飲食店・一般商店も並ぶの神田すずらん通り沿い、南北は神保町交差点からJR水道橋駅東口までの白山通り沿いにほとんどの店舗が集中している。
住所としては、神田神保町と神田小川町、西神田等であり、JR神田駅からは1kmほど離れている。歴史的な広域地名としての神田は「神田 (千代田区)」「神田区」を参照。

## 書籍の流通
神田古書店街を介した書籍の流通は、古書店の仕入れ‐販売という中心的営みに注目すると、次のようにまとめられる。神田の古書店の行う仕入れには、東京古書会館（千代田区神田小川町3-22）での専門市場における他の古書店の出品物への入札を通じた買い入れが一つにある。もう一つに、個人からの買い入れとして、蔵書処分者個人宅への訪問による蔵書の査定、処分者の直接の来店、処分者の古書店への送付蔵書リストによる査定、などを通じたものがある。このようにして仕入れた書籍は、各古書店の倉庫・店舗において保管される。そして、各店作成の目録、「日本の古本屋」「BOOK TOWN じんぼう」などの古書専門の検索通販サイトや、各店ホームページにおける出品、などを通じた、個人や大学図書館への販売が行われる。また仕入れ書籍の中にお店の専門外のものがある場合などには、専門市場に出品・取引される。近年「BOOK TOWN じんぼう」で一部在庫が検索できるようになったがそれでも神田古書店街全体の在庫はその20倍以上ある。

## 神田古書店街に関わる作品
世界最大の古書店街であるだけに、街が形成された明治初期以降今日まで、多くの文学作品に登場している。
小説
- 『スプートニクの恋人』（村上春樹）
- 『神保町の怪人』（紀田順一郎）

コミック
- 『邪神ちゃんドロップキック』（ユキヲ）
- 『百木田家の古書暮らし』（冬目景）

主な町史
- 『古本屋の手帖』『古本屋の回想』（八木福次郎）
- 『私の神保町』（紀田順一郎）
- 『神田神保町書肆街考』（鹿島茂）

## 一覧

### 明大通り・千代田通り
- 文庫川村‐1950年頃に創業、1958年に現在地へ移転、岩波文庫、岩波新書専門。
- 南洋堂書店 - 1980年に現店舗を鉄筋コンクリート造（RC）で建設、建築書専門店。
- 国際書房 - 法学洋書。

### 靖国通り南面
- 清雅堂 ‐書道手本、中国名人の書画、書道用品。
- 源喜堂書店‐美術、版画。
- 崇文荘書店 - 1941年創業、洋古書。
- 大島書店 - 洋書（英米、ドイツ、ペーパーバック）。
- 三茶書房
- 大屋書房 - 1882年創業、江戸時代の古書、和本、浮世絵、古地図。
- 八木書店古書部
- 慶文堂書店 - 1956年創業、日本史、郷土史、東洋史、考古学、民俗学。
- 東陽堂書店 - 1924年創業、仏教書、宗教書、易書、日本史、東洋史。
- 玉英堂書店‐1902年に本郷で創業（戦災で焼失）、その支店として神保町に1926年開業、後にこちらが本店になる。古典籍、自筆物、初版本、近代文学など。
- 村山書店
- 悠久堂書店 - 料理、美術カタログ。
- 小宮山書店 - 1939年創業、4階まで6フロアーの売場。
- 田村書店 - 1904年創立、16 - 20世紀の仏独文学系を中心。
- 菅村書店 - 乗物書古書専門。
- 一誠堂書店 - 神保町の中心的古書店。1903年創業。1931年現社屋建設、RC5階建。
- 明倫館書店 - 1941年創業、自然科学系学術書専門店。
- 秦川堂書店
- 山陽堂支店
- 神田古書センター
  - 1階 高山本店 - 武道、能・狂言、日本史、美術、料理。
  - 2階 夢野書店（旧：中野書店 漫画部[注釈 1]）
  - 3階 鳥海書房 - 動植物学専門。
  - 4階 梓書房 -文学、教育、思想、心理学、全集。
  - 5階 たにぐち書店 - 東洋医学、精神世界。
  - 5階 みわ書房 - 1978年開業、こどもの本の古本屋（児童書専門、絵本、児童文学評論）。
  - 5階 薫風花乃堂 - 鉱物標本、アクセサリー、骨董品、雑貨。
  - 7階 いざわ書林 - 神保町最大の医学書専門店。
  - 8階 芳賀書店
  - 9階 富士レコード社
- 原書房 - 1932年開業、易学、運命学、浮世絵、版画。
- 飯島書店
- ブンケン・ロック・サイド - 文献書院の姉妹店。ロック系雑誌、アイドル、サブカルチャー。
- 南海堂書店
- 矢口書店 - 1918年創業、1928年に現店舗建設。演劇、演芸、戯曲、シナリオ専門。
- 古賀書店 - 楽譜、音楽、クラシック音楽。
- 長島書店
- 澤口書店 - 巌松堂ビル店・東京古書店・神保町店の3店展開。
- 山陽堂書店‐1950年創業、岩波書店、みすず書房、法政大学出版局の学術書など専門。
- 篠村書店
- ヴィンテージ‐映画チラシ、パンフレット、音楽、サブカルチャー。
- 北沢書店 - 1902年創業、英米中心とした人文科学洋書専門店。
- @ワンダー - 「二十世紀記憶装置」を称し、SFやミステリー、映画、サブカルチャー、スポーツ書を扱う。
- 金沢書店
- 小川図書 - 1930年創立。洋書、1970年代以前洋雑誌。
- 波多野書店 - マスコミ・ジャーナリズム。
- Bondi Books - 写真集、英米文学、ビートジェネレーション。
- 風月洞書店 - 骨董。
- 山本書店 - 和刻本、唐本、和本。
- 松雲堂書店

### 靖国通り北面
- 東洲斎 - 1990年創業 浮世絵専門店。

### 白山通り
- 丸沼書店 - 法律書専門、歴史科学。
- 日本書房 - 国語、国文学。
- 新日本書籍－民俗学、仏教書、性風俗。
- 松本書店
- 山口書店
- 奥野かるた店
- 友愛書房 - キリスト教。
- 魚山堂書店
- 小林書房 - 仏教書。

### すずらん通り・さくら通り
- 藤本ビル
  - 1階 キントト文庫
  - 2階 石田書房 - 映画資料、映画雑誌、シナリオ、アート。
  - 3階 ロックオンキング - 音楽雑誌、Jロック・J-POP。
- ボヘミアンズ・ギルド - 美術書専門。
- 寿ビル
  - 1 - 2階 ARATAMA
  - 2階 ポスターコレクション。
- magnif（マグニフ） - 雑誌バックナンバー。
- 内山書店 - 中国語をはじめとするアジア圏の書籍。
- 東方書店 - 中国語書籍。
- うたたね文庫 - 心理・精神医学の絶版書。
- 荒魂書店 - 1972年創業。タレント、アイドル。
- 巌南堂書店

### 神保町交差点北東部
- 喇嘛舎 - 1960年代から1970年代。
- KEIZO - 美術書などの洋書専門古書店。
- 奥乃庫 - 東京・江戸・文化・文芸・芸能・エンターテイメント。
- 心願社 - 精神医学、哲学・思想、心理学、東洋医学、仏教。
- カスミ書房 - 1960年代以降1980年代までの漫画とアイドル写真以外のサブカルチャー。
- くだん書房 - 少女マンガ、少女マンガ雑誌、貸本。
- かんけ書房 - 絶版漫画、漫画雑誌、小説、映画関連 。
- 沙羅書房 - 和本・古地図・学術古書専門。
- アカシヤ書店 - 囲碁将棋。
- GOLDONI - 演劇。

### 水道橋駅付近・神保町交差点北西部
- 西秋書店 - 日本文学、日本語、日本文学研究。
- 通志堂書店 - 中国、アジア関係の書籍。

### すずらん通りの北部南部
- 明文堂書店 - 昭和初期の建築だったが解体。2006年移転。
- BOOK DASH
- 羊頭書房 - SF、ミステリー、ファンタジー、幻想文学、奇術。
- BIBLIO（ビブリオ） - スポーツ関連書。

### さくら通りの北部南部
- 文華堂書店 - 軍事。
- イタリア書房 - イタリア、スペイン、ポルトガル、中南米の本専門。

※上記でも全店舗を網羅しているわけではない。

## 大手出版社・書店・施設
出版社
- 岩波書店 - 岩波ホール
- 小学館
- 集英社
- 日本文芸社
- 祥伝社
- 飛鳥新社
- 有斐閣
- 主婦の友社

新刊書店
- 三省堂書店 - 本店（仮営業）
- 書泉グランデ
- 十字屋書店
- 三光堂書店
- 廣文館
- 東京堂書店

大学、関連施設、団体
- 専修大学
- 明治大学
- 中央大学
- 学士会館
- 東方学会
- 日本大学法学部・経済学部
- アテネ・フランセ
- 文化学院

その他施設
- 日本教育会館
- 山の上ホテル（営業休止）
- カザルスホール
- 東京YWCA会館

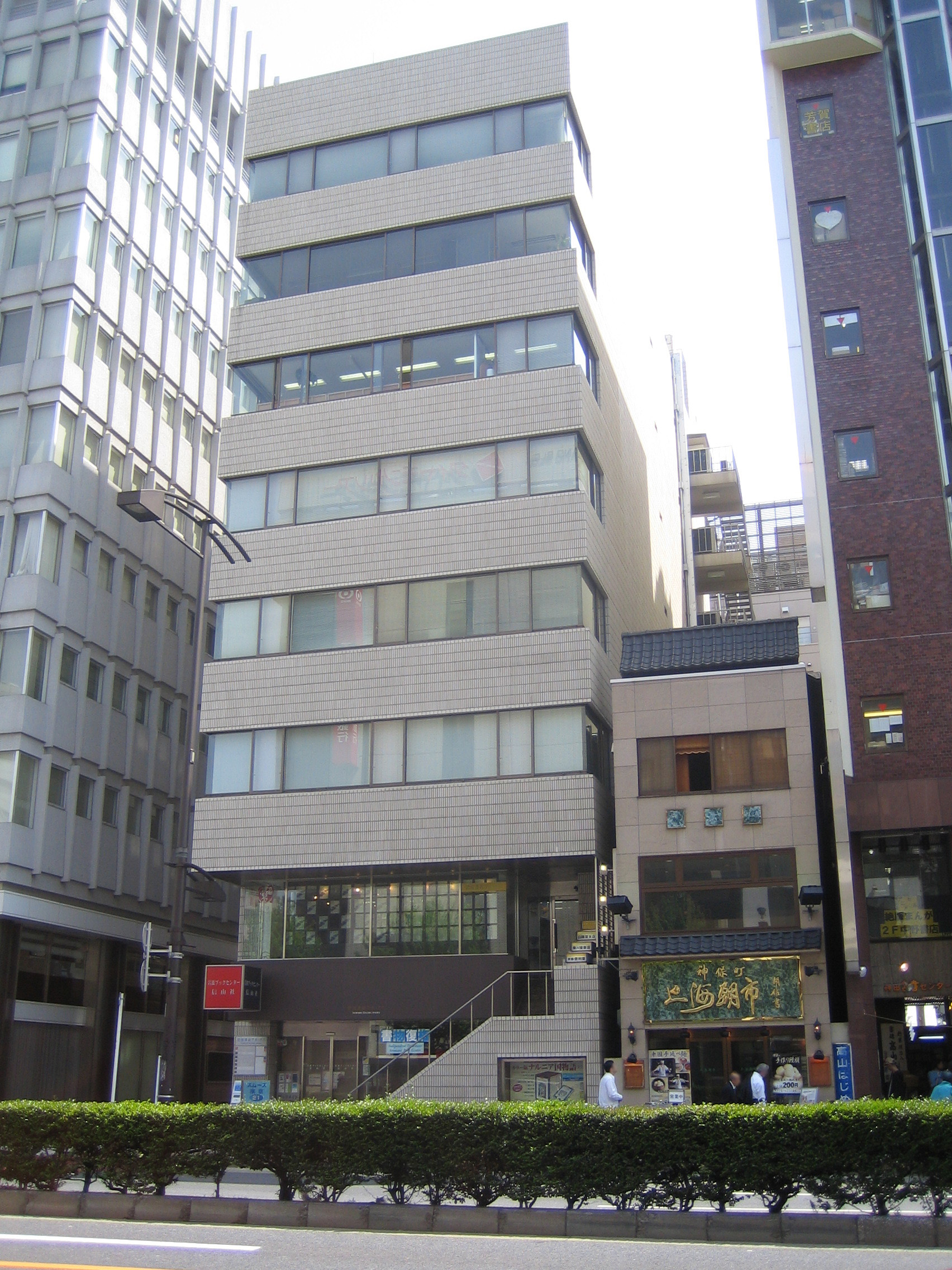
岩波ブックセンター。

- 神保町シアタービル - 神保町シアター - 神保町花月

## アクセス
- 東日本旅客鉄道（JR東日本）
  - 中央線（快速）・中央・総武線（各駅停車）：御茶ノ水駅
  - 中央・総武線（各駅停車）：水道橋駅
- 都営地下鉄
  - 新宿線・三田線：神保町駅
- 東京地下鉄（東京メトロ）
  - 半蔵門線：神保町駅